# Periclimenes spinifer
Periclimenes spinifer är en kräftdjursart som beskrevs av De Man 1902. Periclimenes spinifer ingår i släktet Periclimenes och familjen Palaemonidae. Inga underarter finns listade i Catalogue of Life.